# Manuel L. Quezon
Manuel Luis Quezon y Molina (pronunciado /késon/; Baler, 19 de agosto de 1878-Saranac Lake, Nueva York, 1 de agosto de 1944) fue un jurista, militar, político y estadista filipino, que obtuvo una preponderancia en el ámbito político de las Filipinas, siendo el primer presidente de la Mancomunidad de Filipinas; cargo que ocupó el desde el 15 de noviembre de 1935 hasta su muerte, el 1 de agosto de 1944. El 31 de diciembre de 1941 había sido reelegido en el cargo. Se lo considera el segundo presidente de Filipinas, después de Emilio Aguinaldo, cuya administración no recibió reconocimiento internacional.
De ascendencia mestiza, Manuel Quezon comenzó su senda hacia la vida pública, al participar del proceso de independencia de Filipinas, del lado de los Estados Unidos, sirviendo como militar y funcionario público, tras lo cual se encumbró en una carrera política que eventualmente lo llevó a ser el líder de la mayoría parlamentaria en la Cámara de Representantes de Filipinas, siendo posteriormente senador y presidente del Senado Filipino, además de la primera persona en ejercer dicho cargo, así como también fue comisionado residente de las Filipinas. 
Su carrera política y prestigio, acabaron llevándolo a la presidencia de la Mancomunidad Filipina, ostentándola durante nueve años, durante los cuales se enfocó en consolidar a las Filipinas como nación, decretando la reorganización de las Fuerzas Armadas de Filipinas, aprobando un proceso de reorganización gubernamental, impulsando el comercio en Filipinas mediante tratados y medidas económicas, además de proponer una reforma agraria y llevar a cabo una lucha contra la corrupción y tratando de fortificar las instituciones del país.
Tras la invasión japonesa a Filipinas, durante la Segunda Guerra Mundial, Quezon estableció un Gobierno en el exilio, ubicado en Estados Unidos, desde donde luchó y trató de hacer presión para obtener el apoyo internacional necesario y confrontar a los japoneses, no obstante; falleció de tuberculosis en Nueva York, antes de ver a su patria liberada. En un giro irónico de la historia, sería el general Douglas MacArthur, quien fuese el asesor designado por Quezon para la reorganización del ejército filipino en 1936, quien lograría la liberación de Filipinas durante la Segunda Guerra Mundial.
En 2015 el Consejo Directivo de la Fundación Internacional Raoul Wallenberg aprobó la entrega póstuma de la Medalla Wallenberg al presidente Quezon y al pueblo de Filipinas por haber ayudado, entre 1937 y 1941, a las víctimas del holocausto. El presidente Benigno Aquino III, y María Zeneida Quezon Avanceña, hija del expresidente y de 94 años de edad, fueron debidamente informados sobre este reconocimiento.

## Biografía

### Juventud

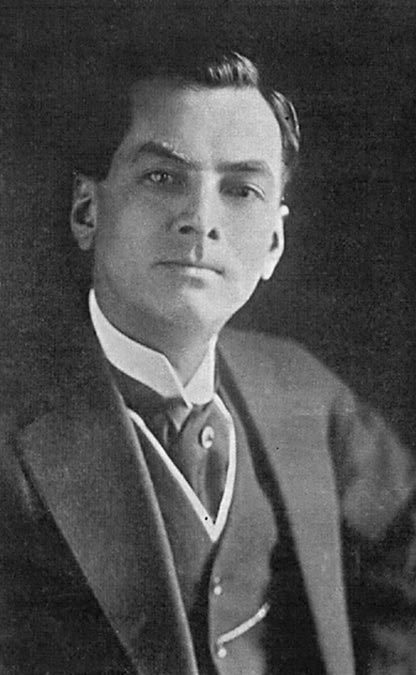
Manuel Luis Quezon.

Nació en Baler, en la provincia de Tayabas —la actual Aurora—. Luchó del lado de los nacionalistas filipinos en la guerra filipino-estadounidense, como ayudante del presidente Emilio Aguinaldo. Su madre era una mestiza española, mientras que su padre, Lucio, era un mestizo de origen chino y que llegó a ser sargento de la Guardia Civil colonial.
Aunque seguramente su madre debió influir en su instrucción, según testificó el mismo Quezon, recibió su educación primaria principalmente a través de la escuela establecida en su pueblo, que era parte del sistema de educación pública gratuito que el gobierno español había implantado en Filipinas, y de la que su padre era maestro. Más tarde se matriculó como interno en el Colegio de San Juan de Letrán, donde finalizó su instrucción secundaria. Inició luego estudios de derecho en la Universidad de Santo Tomás; recibió su licencia como abogado en 1903. 
En 1898, su padre Lucio y su hermano Pedro fueron emboscados y asesinados por hombres armados, cuando volvían de Baler a Nueva Écija. Algunos historiadores creen que fueron asesinados por bandidos quienes les robaron su dinero, mientras que otros creen que los asesinatos podrían haber estado relacionados con su lealtad al Gobierno español.
Trabajó durante cerca de dos años en administración y topografía; inició su carrera como funcionario al ser designado fiscal primero en Mindoro y luego en Tayabas. Obtuvo posteriormente un puesto de concejal; en 1906 fue elegido gobernador de Tayabas como independiente.
Defensor a ultranza de la independencia de Filipinas, se manifestó en contra de la ocupación estadounidense. Fue una de las figuras más destacadas en la creación del partido nacionalista. En 1907 fue elegido a la primera Asamblea de Filipinas, donde prestó servicio como dirigente del bloque mayoritario y presidente del comité de adquisiciones. Entre 1909 y 1916 recibió la comisión de representar permanentemente a Filipinas en la Cámara de Representantes de los Estados Unidos, encargado de negociar la llamada ley Jones de autonomía.
Quezon contrajo matrimonio con su prima Aurora Aragón, con la que tuvo cuatro hijos: María Aurora, María Zeneida, Luisa Corazón Paz y Manuel —hijo—. En 1916 fue elegido senador, y designado presidente de la Cámara. Ocuparía esa posición hasta 1935. En 1919 encabezó la primera misión de independencia frente al Congreso de los Estados Unidos, y llevó a cabo las negociaciones que resultaron en 1934 en la Ley de Independencia Tydings-McDuffie. En los Estados Unidos conoció personalmente a Napoleon Hill.

### Presidencia
En 1935 Manuel Quezon triunfó en las primeras elecciones presidenciales nacionales tras la independencia, superando a Emilio Aguinaldo y al obispo Gregorio Aglipay. Aunque los términos originales establecían un mandato de seis años sin posibilidad de reelección, la Constitución fue modificada para permitirle prolongar un mandato, y en 1941 fue reelecto. En 1937 realizó una visita de estado a la Ciudad de México, donde se reunió con el presidente Lázaro Cárdenas del Río.
En un acto de notable humanidad, Quezon, en cooperación con el alto comisario Paul V. McNutt de los Estados Unidos, facilitó la entrada en las Filipinas de los refugiados judíos que huían de los regímenes fascistas de Europa, y promovió un proyecto para establecer a los refugiados en Mindanao.
Tras la invasión japonesa a las Filipinas durante la Segunda Guerra Mundial, Quezon huyó a los Estados Unidos. Allí sirvió como miembro del Consejo de la Guerra del Pacífico, en carácter del cual firmó la declaración de guerra de Naciones Unidas contra el Eje Roma-Berlín-Tokio; en el exilio escribió su autobiografía, titulada La Buena Lucha (1946).
Quezon contrajo la tuberculosis y murió por la ribera de Saranac Lake, en el estado de Nueva York, el 1 de agosto de 1944. Fue enterrado inicialmente en el Cementerio Nacional de Arlington; su cuerpo fue llevado tras el fin de la guerra por el USS Princeton (CV-37) para su entierro en el cementerio del norte de Manila, y luego trasladado a Ciudad Quezon al monumento del Círculo memorial a Quezon.

## Citas
- «Prefiero un país gobernado pésimamente por filipinos que un país magníficamente administrado por norteamericanos. No importa cuan malo pueda ser un gobierno de filipinos, siempre podremos decidir cambiarlo».

- «Los pueblos de América Latina creen y sienten que los filipinos forman parte de esa gran familia, los hijos de España. Así, aunque España dejó de gobernar a los países hace muchos años y aunque otra nación es soberana en las Filipinas, los pueblos de América Latina se sienten como hermanos al pueblo de Filipinas. Es la lengua española, que todavía nos une a los pueblos, y la lengua española se nos unen a los pueblos eternamente si tenemos la sabiduría y el patriotismo de preservarlo».

- «Mi lealtad a mi partido termina donde mi lealtad a mi país comienza».

- «La justicia social es muchísimo más beneficiosa cuando es aplicada como cuestión de sentimiento, y no de ley».